# 蟯港內海
蟯港內海，又稱為堯港內海（荷蘭語：Jouckan），是臺灣西南部沿海的一個古潟湖。隨著蟯港內海逐漸淤積，現今的興達港港區可以被視為蟯港內海的遺跡，而蟯港內海一帶多數的土地仍作為魚塭使用。蟯港內海過去北至二仁溪，南至漯底山，其範圍大致是現今高雄市茄萣區全境、湖內區、路竹區、永安區西部，以及彌陀區部分地域。

## 介紹
蟯港內海的西側為沙洲，東側為大湖臺地，並有二層行西和阿公店溪的河水注入，兩者出海口經多次改道，也使得內海逐漸淤積。根據考古挖掘研究，在新石器時代時，已有居民在蟯港內海活動，並形成新石器時代中期的牛稠子文化、晚期的大湖文化，以及距今2000年前持續到400年前金屬器時代的蔦松文化，其原住民為南鄒族與後來侵入的馬卡道族的搭加里揚社、大傑顛社。
1603年1月（明萬曆30年12月），陳第隨沈有容軍隊前往東番征剿海盜，隨後寫成《東番記》，記載大員、堯港、打狗嶼、小淡水等海港平埔，皆有原住民居住。
荷蘭東印度公司為報復士兵被殺害，控制台南高雄平原，1635年聖誕節發動搭加里揚之戰征討世居在堯港（《熱蘭遮城日記》記載為）、大岡山附近、今阿公店溪南岸的馬卡道族搭加里揚社。原居住在高雄平原的馬卡道族人撤離高雄平原，逃往屏東平原。荷蘭人清空高雄平原後，招募漢人來此開墾。:36-391652年爆發的郭懷一事件漢人農民武裝起事抵抗荷蘭統治，堯港、大岡山附近為重要據點。
漢人來此開墾後，逐漸在蟯港內海岸邊搭設棚寮。
至日治初期，蟯港內海已縮小至興達港港區附近，其他土地大多做為魚塭養殖或曬鹽等使用。1908年開始設立烏樹林鹽田和竹滬鹽田，其在戰後屬於高雄鹽場。而日治初期設立的新打港在戰後的1975年改名為興達港，並在其南側的原潮流口淤積地建造興達發電廠。烏樹林鹽田和竹滬鹽田在停止曬鹽後，成為了野鳥棲息地，並在後來分別規劃為永安溼地和茄萣濕地。